# Henri Schouteden
Henri Eugene Alphonse Hubert Schouteden (* 3. Mai 1881 in Ixelles; † 15. November 1972 in Auderghem) war ein belgischer Entomologe, Ornithologe und Zoologe.

## Leben
Schouteden war der Sohn von Aubert Alphonse und Sophe Schouteden, geborene Wing. Nach seinem Schulabschluss am Institut Saint-Boniface in Ixelles absolvierte er ab 1900 ein Zoologiestudium an der Université Libre de Bruxelles, wo er 1905 mit höchster Auszeichnung zum Doktor der Naturwissenschaften promoviert wurde. Im August 1908 heiratete er Josephine Wery (1879–1954), die Botanikerin, Ethnologin sowie Archäologin war und ihn bei seiner wissenschaftlichen Arbeit unterstützte.
1910 wurde er Kurator am im selben Jahr von König Albert I. offiziell eröffneten Museum von Belgisch-Kongo. Gleichzeitig übernahm Schouteden den Posten des Generalsekretärs der Société royale belge d’entomologie, deren Präsident er später zweimal wurde, und der Société royale zoologique de Belgique.
1911 gründete er die Zeitschrift Revue de Zoologie africaine, aus der später die Revue de Zoologie et de Botanique africaine hervorging, die einen wichtigen Beitrag zur Wissensverbreitung über die Zoologie Afrikas leistete.
1919 wurde er zum Leiter der zoologischen Abteilung des Museums von Belgisch-Kongo ernannt und unternahm von 1920 bis 1922 sowie von 1924 bis 1926 zwei Expeditionen in den Belgisch-Kongo. 1923 gründete er den Cercle Zoologique Congolais, um die Sammlung zoologischer Proben zu fördern. In der Folgezeit wurde er Professor an der Université coloniale de Belgique und am Prins Leopold Instituut voor Tropische Geneeskunde in Antwerpen, wo er bis 1952 beziehungsweise 1954 lehrte. 1927 wurde Schouteden Ornithologe und Honorardirektor am Museum von Belgisch-Kongo, eine Position, die er bis zu seinem Ruhestand im Jahr 1946 innehatte. Anschließend blieb er dem Museum bis zu seinem Tod als ehrenamtlicher wissenschaftlicher Mitarbeiter verbunden. Während Schoutedens Amtszeit wurden die Sammlungen der verschiedenen Abteilungen erheblich erweitert und das Museum erlangte internationales Renommee als erstklassige wissenschaftliche Institution.
Schoutedens erste Veröffentlichung über seltene Schnabelkerfe in Belgien stammt aus dem Jahr 1899 und im Jahr 1890 veröffentlichte er eine Schrift über Blattläuse in Belgien, ein wichtiges Werk, das fast ausschließlich auf seinen eigenen Studien basiert. Sein Buch De Zoogdieren van Belgisch Congo en van Ruanda-Urundi, das während des Zweiten Weltkriegs entstand, erschien 1946. Henri Schouteden zeigte in diesem Buch anhand zahlreicher Karten das Verbreitungsgebiet jeder Art auf. Eine verkürzte französische Ausgabe, ohne Karten, aber mit zahlreichen Fotos, wurde 1948 veröffentlicht.
Neben über 1000 Insektenarten (z. B. mehrere Taxa der Gattung Rhynocoris sowie Kitoko alberti, Palophus bayeri, Palophus leopoldi, Charaxes overlaeti, Pseudomacromia regisalberti, Ictinus regisalberti und Distomma selysi) beschrieb Schouteden unter anderen die Amöbengattung Awerintzewia, den Kongoberghäherling (Kupeornis chapini), die Lendusylvietta (Sylvietta chapini), den Gelbschopf-Brillenvanga (Prionops alberti), die Kongomaskeneule (Phodilus prigoginei), die Unterart Geokichla crossleyi pilettei der Crossleydrossel, die Unterart Lonchura bicolor woltersi des Glanzelsterchens, die Unterart Linurgus olivaceus prigoginei des Pirolgimpels, die Unterart Sylvia lugens prigoginei der Braungrasmücke, die Opdenbosch-Mangabe (Lophocebus opdenboschi), die Unterart Heliophobius argenteocinereus mottoulei des Silbergrauen Erdbohrers sowie die Unterart Heliophobius argenteocinereus mottoulei der Kronenmeerkatze.
1954 erschien das Werk Miscellanea Zoologica H. Schouteden, in dem verschiedene Autoren zu Ehren von Schouteden vier neue Gattungen, 47 neue Arten und drei neue Unterarten, hauptsächlich Insekten, aber auch andere Wirbellose wie Spinnentiere, Wenigfüßer und Würmer, sowie Wirbeltiere wie Fische, Amphibien, Vögel und Säugetiere erstbeschrieben haben.

## Ehrungen und Dedikationsnamen
1963 wurde Schouteden mit dem Prix décennal für Zoologische Wissenschaften der belgischen Regierung ausgezeichnet. Seit 1965 vergibt die Koninklijke Vlaamse Academie van België voor Wetenschappen en Kunsten den Henri-Schouteden-Preis für herausragende Originalwerke (vorzugsweise über Afrika) zur Systematik, Ökologie, Ethologie oder Anatomie der Tiere. Schouteden wird in den Epitheta von zahlreichen Arten und Unterarten von Wirbeltieren und Wirbellosen geehrt, darunter die Wanzenart Ammianus schoutedeni (1908, durch William Lucas Distant), die Großaugensalmlerart Brycinus schoutedeni (1912, durch George Albert Boulenger), die Käferart Acramorphocephalus schoutedeni (1918, durch Richard Kleine), die Ameisenart Aenictogiton schoutedeni (1924, durch Felix Santschi), den Kongo-Kugelfisch (Tetraodon schoutedeni) (1926, durch Jacques Pellegrin), die Schouteden-Dickichtratte (Thamnomys schoutedeni) (1934, durch Robert Torrens Hatt), die Schlangenart Helophis schoutedeni (1942, durch Gaston-François de Witte), die Wanzenart Angilia schoutedeni (1942, durch Raymond Poisson), die Unterart Sylvietta ruficapilla schoutedeni der Rotohrsylvietta (1953, durch Charles M. N. White), die Unterart Phylloscopus laetus schoutedeni des Braunwangen-Laubsängers (1955, durch Alexandre Prigogine), Schoutedens Großkopfspitzmaus (Paracrocidura schoutedeni) (1956, durch Henri Heim de Balsac) und die Buntbarschart Chromidotilapia schoutedeni (1967, durch Max Poll und Dirk Thys van den Audenaerde). 1960 beschrieb Prigogine den Schoutedensegler als Apus schoutedeni, der 1968 in die von Antoon De Roo neuaufgestellte Gattung Schoutedenapus transferiert wurde. Ferner ist Schoutedens Name mit den Gattungen Schoutedenia, Schoutedeniella, Schoutedenius, Schoutedeniastes, Schoutedenidea und Schoutedenichia verbunden.

## Schriften (Auswahl)
- Faune entomologique de l’Afrique tropicale Rhynchota Aethiopica, Band 1: Scutellerinae et Graphosomatinae, 1903
- Heteroptera: Fam. Pentatomidae; Subfam. Scutellerinae, 1904
- Faune entomologique de l’Afrique tropicale Rhynchota Aethiopica, Band 2: Arminae et Tessaratominae, 1905
- Catalogues Raisonnés de la Faune Entomologique du Congo: Hémiptères, 1909
- (mit Gaston-François de Witte) Reptiles récoltés au Congo par le Dr. H. Schouteden et M. G. F. de Witte, 1934
- Geïllustreerde gids van het Museum van Belgisch Congo, 1938
- Guide illustré du Musée du Congo belge, 1942
- De zoogdieren van Belgisch Congo en van Ruanda-Urundi, 1946
- De vogels van Belgisch Congo en van Ruanda-Urundi – Les oiseaux du Congo belge et du Ruanda-Urundi, Bände 1–4, 1948
- Miscellanea zoologica, 1954
- Vue d’ensemble sur la zoologie du Congo Belge, 1958
- Contributions à l’ornithologie de la République du Congo, Band 1: La faune ornithologique des districts de la Tshuapa et de l’Equateur, 1961
- Contributions à l’ornithologie de la République du Congo, Band 2: La faune ornithologique du territoire de Mushie (district du Lac Leopold II), 1962
- Contributions à l’ornithologie de la République du Congo, Band 3: La faune ornithologique des districts de la Mongala et de l’Ubangi, 1962
- Contributions à l’ornithologie de la République du Congo, Band 4: La faune ornithologique du district de l’Ituri, 1963
- Contributions à l’ornithologie de la République du Congo, Band 5: La faune ornithologique des districts du Bas-Uélé et du Haut-Uélé, 1963
- Contributions à l’ornithologie de la République du Congo: Band 6: La faune ornithologique des territoires de Dilolo et Kolwezi de la province du Katanga, 1965
- Contributions à l’ornithologie de la République du Congo, Band 7: La faune ornithologique de la Province du Kwango, 1965
- Contributions à l’ornithologie de la République du Congo: Band 8: La faune ornithologique du Burundi, 1966
- Contributions à l’ornithologie de la République du Congo: Band 9: La faune ornithologique du Kivu, 1968
- Contributions à l’ornithologie de la République du Congo, Band 10: La faune ornithologique du Kivu. 2. Passereaux, 1969
- Contributions à l’ornithologie de la République du Congo, Band 11: La faune ornithologique de la Province du Katanga, 1971